# 穆西多拉：在微风中惊慌失措的沐浴女

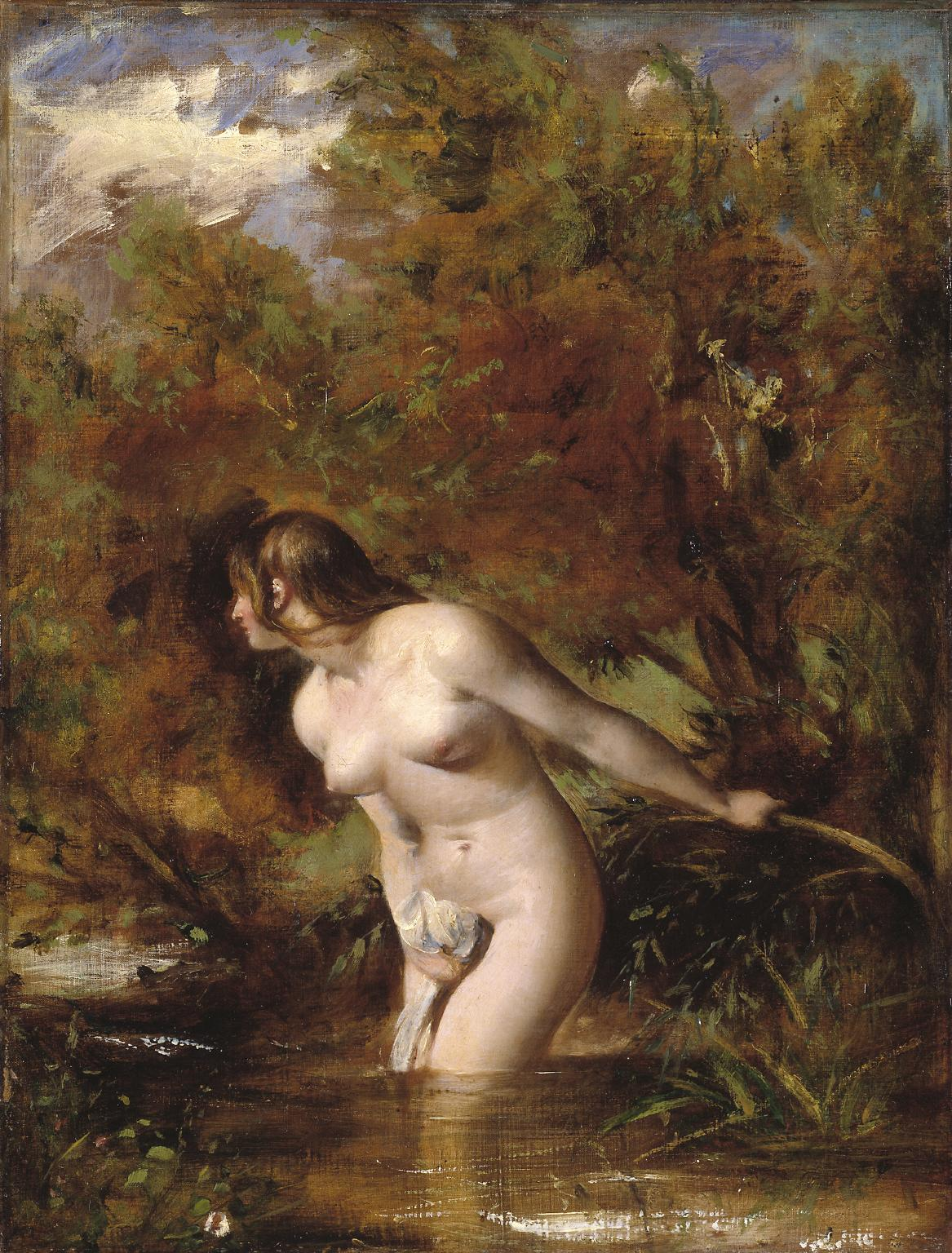
穆西多拉：在微风中惊慌失措的沐浴女，泰特美术馆珍藏版，于1846年展出，65.1 by 50.2 cm。

《穆西多拉：在微风中惊慌失措的沐浴女》（英語：Musidora: The Bather 'At the Doubtful Breeze Alarmed'），也被称为《沐浴女》（The Bather），是英国艺术家威廉·埃蒂在油画布上创作的四幅几乎完全相同的油画作品的名字。这些画作描绘了詹姆斯·汤姆森1727年写下的诗歌《夏》中的一个场景：一个年轻人意外地看到一个年轻女人裸体沐浴，在想看的欲望和应该把目光移开的理智之间左右为难。作为在裸体画作的展览及传播受到压制的时期为数不多的裸体画之一，该作品在英国艺术家中很受欢迎。
除了背景景色的细微差别外，这四幅画在构图上是完全相同的。第一个版本于1843年展出。另有两个版本被公共收藏，分别陈列在英国泰特美术馆和曼彻斯特美术馆；其中一幅画于1844年创作完成，并于1846年首次展出，另一幅大约在同一时间绘制；1846年展出版本不详。第四个版本为次等画作，推测是由后来某学生临摹而成。
《穆西多拉》第一次展出时深受好评，被认为是当时英国艺术家最好的作品之一。埃蒂于1849年去世，而他的作品也很快不再流行。与此同时，穆西多拉的话题本身也开始沦为陈词滥调。从1870年代开始，汤姆森的著作逐渐黯然失色。 埃蒂的穆西多拉极可能影响了约翰·艾弗雷特·米莱的作品《侠客》。除此之外，其后续作品几乎于埃蒂的画作无任何关联。这幅画的泰特版本曾于2001-02年在伦敦和2011-12年在约克的大型展览中展出。

## 背景

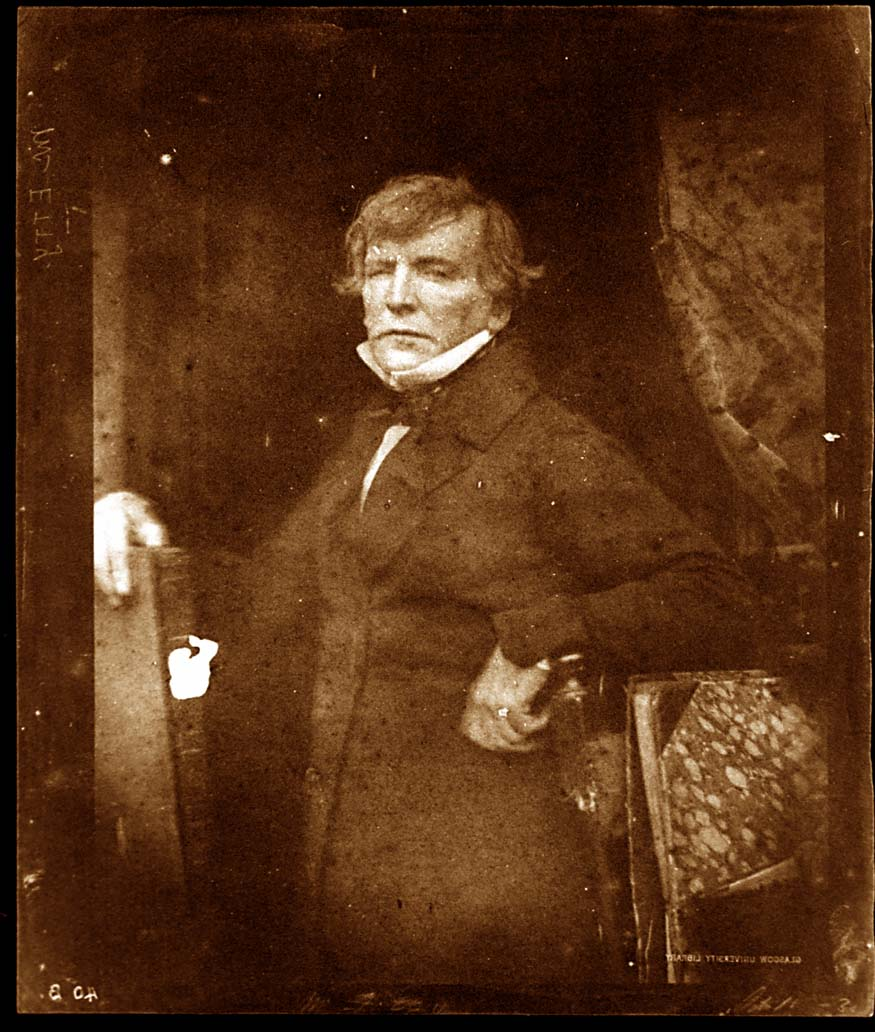
威廉·埃蒂，摄于1844年。穆西多拉大约绘于此时期。

威廉·埃蒂（1787–1849年）出生于约克的一个以做面包、在磨坊打工营生的家庭，是家里的第七个孩子。 11岁时他开始在赫尔做印刷学徒。当了七年学徒后，他搬到了伦敦，随身携带的是几支粉蜡笔。埃蒂立志成为一位历史画画家，他继承了早期绘画大师的风格，并师从著名艺术家托马斯·劳伦斯。受提香和鲁本斯作品的强烈影响，埃蒂向皇家艺术研究院和英国学会提交了大量画作，但它们在展出时或被排斥或很少受到关注。
1821年，皇家艺术研究院展出了一幅埃蒂的画作《克利奥帕特拉的西里西亚之行》（又名《克利奥帕特拉的喜悦》），该作品描绘了大量裸体人物，在业界广受好评，当时很多画家都十分钦佩埃蒂的才华。1828年，他比约翰·康斯特勃早些成为皇家艺术研究院的正式成员。埃蒂因为画作中栩栩如生的人体形象和他对于肤色反差的痴迷而广受尊敬。在《克利奥帕特拉的西里西亚之行》展出后的十年间，埃蒂试图以圣经、文学和神话故事为背景绘画裸体来延续他的成功。1820至1829年间，埃蒂共展出了15幅画作，其中14幅包含裸体人物。
尽管当时在英国也有一些外国艺术家的裸体作品被私人收藏，自1787年《反对罪恶宣言》颁布之后，英国就再也没有裸体画的惯例。同时，公众展览和印刷发行裸体作品也被禁止。埃蒂是第一位专注于裸体绘画的英国艺术家，尽管他的男性裸体肖像画广受好评，许多批判者仍谴责他的女性裸体画作有失风雅。 从1832年起，在媒体的反复攻击下，埃蒂没有放弃裸体画，且声名远扬，但他开始有意地尝试在道德准则的约束下创作作品。

## 主题
你怎敢如此望向她

透白裸露的肌肤，

和美丽的自然融为一体，

远方模糊的草层层叠叠，

她站在那儿，畏缩着，

微风中，红晕浮上了脸庞，

像一头小鹿惊慌失措？

于是，她将自己藏匿于溪流之中。
穆西多拉以苏格兰诗人、剧作家詹姆斯汤姆森（以《统治吧，不列颠尼亚!》闻名）的诗歌《夏》为创作背景。 《夏》最初于1727年发表，后于1730年与《冬》（1726年）、《春》（1728年）、《秋》（1730年）一起合订为《四季》重新出版。虽然每首诗单独发行时受到的关注度不高，《四季》的出版让汤姆森在书评界获得了极好的口碑，其销量也十分可观，汤姆森由此开始与伦敦政治和文化界的权威人物交往。 1744年6月，汤姆森发行了《四季》大幅修订版，该版本在接下来的一个世纪中具有很大的影响力。约瑟夫·海顿根据这首诗创作了一部大音阶神剧，包括托马斯·盖恩斯伯勒、J.M.W. 特纳和理查德·韦斯托尔在内的著名艺术家都绘画过该诗中的场景。1744年至1870年间，《四季》共发行了400多个版本，有多种语言译本。
这幅画描绘了诗歌《夏》中的场景：炎热的夏日，年轻的达蒙在溪流旁静坐沉思。美丽的穆西多拉脱掉了自己的衣服在溪流中沐浴清凉，她不知道自己正好出现在达蒙的视线中。达蒙想要继续注视眼前的美人，但理智告诉他应该移开视线，于是他感到左右为难。最终，达蒙顾及穆西多拉的腼腆，在岸边留下了一张纸条，上面写着：沐浴吧，我的美人， /除了上帝没人能窥窃你 / 带着忠贞的爱：我要守护你； /让每双漂泊的脚 /和每只放荡的眼睛 都远离你”。穆西多拉看到纸条后惊慌失措，但她知道了这是达蒙留下的纸条后，十分尊敬他的行为，同时也因为自己的美貌引起了达蒙如此的反应而自豪。她也回复了一张便条，上面写着：亲爱的年轻人！你让我有了一些感悟， /我有被偏袒的幸运， /唉！但是爱情呢，依然如故 /小心一些吧：这一刻可能到来，但你不必惊慌。” 

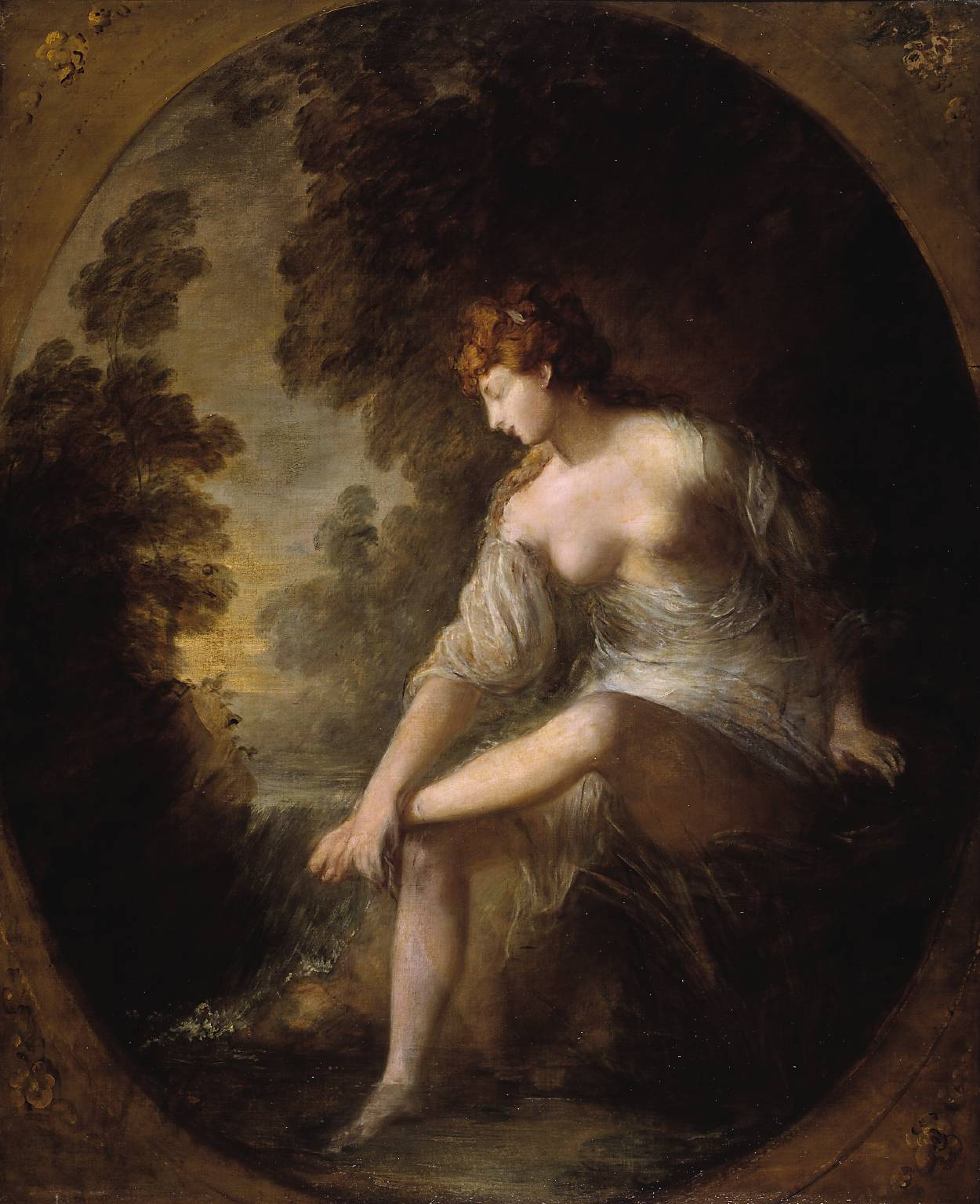
穆西多拉，托马斯·庚斯博罗绘于约1780–1788年。该画在庚斯博罗在世时未被展出过。

作为英国广受尊敬的文学作品中出现的裸体场景，穆西多拉这一主题鲜有地被英国主流画家认可为裸体画创作背景。这一形象也被视为“英国维纳斯”。埃蒂的穆西多拉共有四个版本。其中，第一个版本于1843年在皇家艺术研究院夏季展览会上展出。最著名的版本现在于英国泰特美术馆展出，该版本绘于1844年，推测于1846年在英国学会首次展出。 尽管风景背景略有不同，四幅画作的构图完全相同。其中一幅画质量较差，推测是由后来学生临摹而成。

## 创作
这幅画描绘了诗歌《夏》中的一幕：穆西多拉脱掉了身上最后一件衣服，一脚踏进清凉透明的溪水中，沐浴她炽热的身体。达蒙的形象并未在画中显示出来；相反，埃蒂以达蒙的视角描绘了这一场景。埃蒂希望观众能身临其境感受汤姆森笔下达蒙的两难困境：是在明知不合适的情况下继续享受这种偷看，还是遵循当时的道德观念而移开目光。艺术史学家莎拉·伯纳奇称这幅画是对观众既想享受又想克服的道德考验，充满了挑逗性”。
穆西多拉的姿态源自于克尼多斯的阿芙罗狄忒和美第奇的维纳斯。埃蒂很可能也借鉴了托马斯·庚斯博罗的穆西多拉，作品中出现了相似的元素。庚斯博罗的穆西多拉是其生平唯一的大型裸体作品，他在世时该作品从未展出过，直到1847年才为公众所知。但埃蒂与当时该作品的所有者罗伯特·弗农交情很深，因此他可能在好友的藏品中见过它。

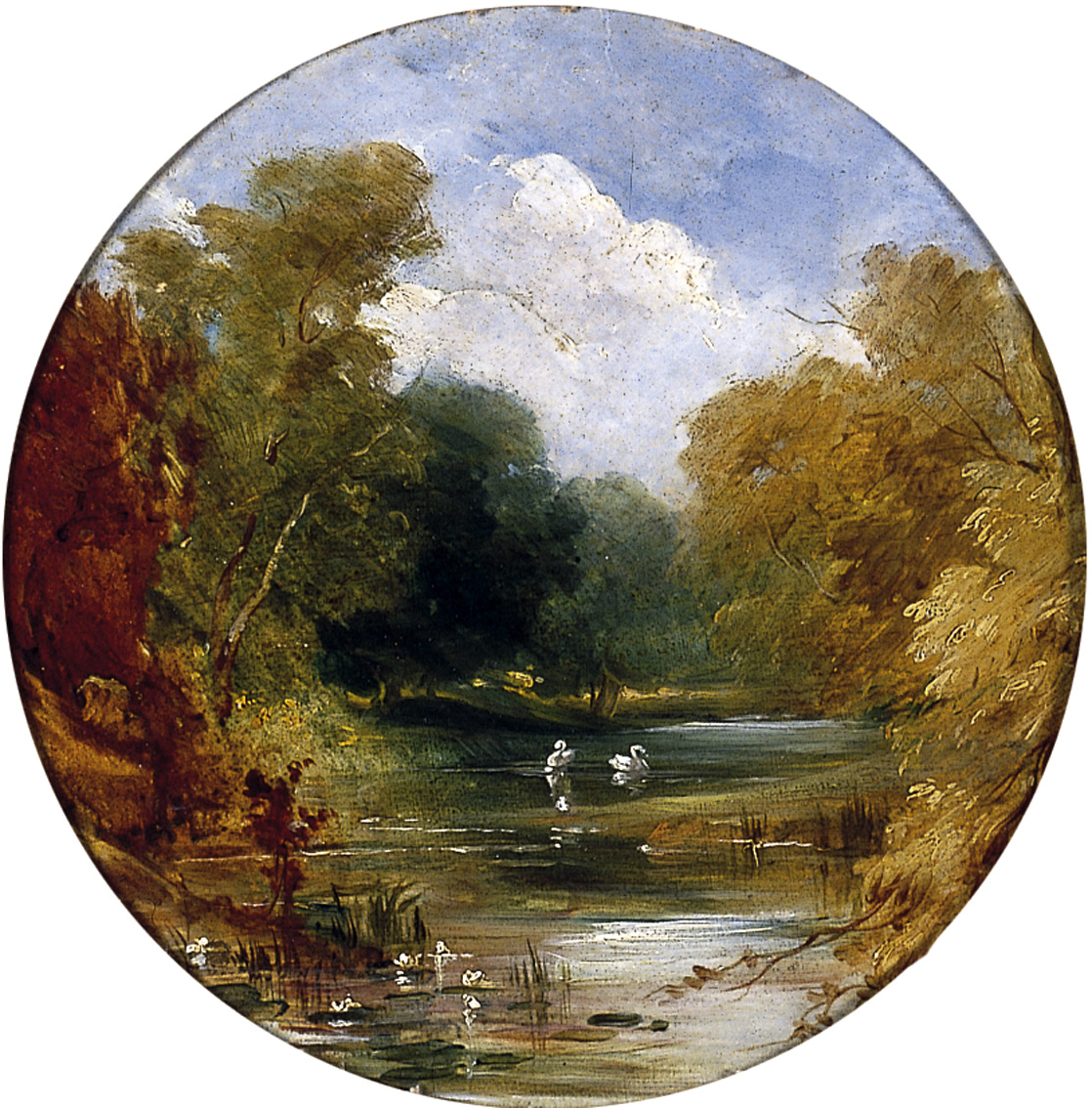
埃克姆的农园，威廉·埃蒂绘于1842年

这幅画以农园内的一个池塘为背景，位于约克附近的埃克姆。该农园是埃蒂的密友兼赞助人艾萨克·斯宾塞神父（埃克姆牧师）的家，埃蒂此前也以农园为背景绘画过作品。1846年，埃蒂在约克为自己的退休生活购置了一间房子；伯纳奇认为埃蒂选择埃克姆为背景的理由是约克呈现了典型的英伦风情。
尽管埃蒂通常采用威尼斯绘画风格，格外注重丰富的色彩搭配和细节，但在穆西多拉的创作上，他选择了更柔和、朴实的色调，不过画中对人体反射光的表现仍沿用了威尼斯风格。埃蒂摆脱了鲁本斯对他的巨大影响，逐渐向提香的风格靠近。这很可能是由于穆西多拉这一主题的性质有所不同。在此之前，他的历史画作主要以古希腊罗马神话为主题，并以明亮的地中海景色为背景。相比之下，《四季》被视为是典型的英式作品，约克郡特有的光线背景需要使用更柔和的色调来处理。

## 反响
穆西多拉的两个展出版本都获得了极大好评，是埃蒂最成功的单一裸体人物画作。 《宫廷杂志&amp;评论家月刊》称该作1843年的版本为“整个画廊中最精致、美丽的女性人物之一”，称“毫不夸张的说，没有比这更自然的色调了——绝对的提香风格。” 《文艺报》称其1846年展出的版本是“埃蒂迄今为止最好的艺术作品”，将其与伦勃朗的画作进行了比较，尤其称赞了埃蒂体现水面阴影和倒影的能力，“对于这些效果【阴影和倒影】的体现，在早期艺术中，任何流派中都很难找到比埃蒂更好，能与之匹敌的画家”。《评论家》称该画为“超群杰作”和“英国学派的典范”。
伦纳德·罗宾逊认为，穆西多拉的流行反映了艺术品买家群体的变化。随着工业革命的深入，主要的艺术市场不再只面向受过私人教育、熟知古典学以及古代神话的贵族，而也开始面向新兴的中产阶级。这些新买家缺乏理解历史画背后典故的古典学教育，但能够欣赏穆西多拉娴熟的表现手法以及其作品本身的美感。

## 遗产
埃蒂的穆西多拉展出时，该主题在当时已经成为陈词滥调，以至于在1850年，《文艺报》称其为“笔刷下出现得最频繁的主题”。随着画家们对穆西多拉的研究兴趣逐渐减弱，其作为英国艺术家裸体画创作背景的角色开始被戈黛娃夫人取代。阿尔弗雷德，丁尼生勋爵的诗歌戈黛娃使这一新的主题受到更多的关注。1850年威廉·华兹华斯去世后，詹姆斯·汤姆森在当时英国作家中的巨大影响也不复存在。从1870年代开始，他在读者中的受欢迎程度逐渐减弱，到了20世纪末，汤姆森的作品除《统治吧，不列颠尼亚！》外鲜为人知。
1849年埃蒂去世。尽管他生前一直在创作、展出作品，直到他去世，许多人仍然将他视为春画画家。查尔斯·罗伯特·莱斯利（Charles Robert Leslie）在埃蒂去世后不久谈道“埃蒂本人，创作时毫无邪念，却不知道他的作品被粗俗的人如此看待”。随着新运动的开展，英国绘画风格发生了改变，人们对埃蒂的兴趣逐渐衰退。到19世纪末，其画作已经贬值。

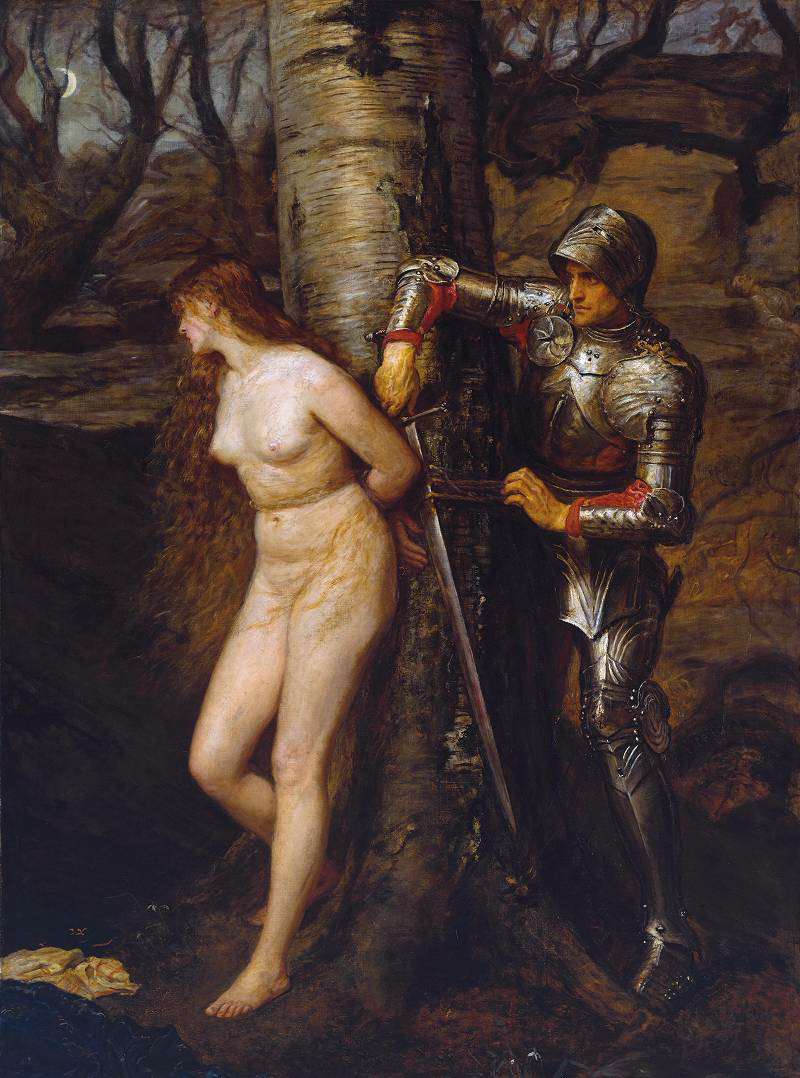
据推测，米莱斯1870年绘作的《侠客》，很可能受到了穆西多拉的影响。

约翰·埃弗里特·米莱斯颇受争议的作品《侠客》，在风格和构图上都极有可能受到了穆西多拉的影响，但是，除了米莱斯和埃蒂的崇拜者、模仿者威廉·爱德华·弗罗斯特，很少有其他艺术家直接受到埃蒂作品的影响。1882年，《名利场》这样评论穆西多拉：我非常清楚粗鄙之人和其女伴在像埃蒂的沐浴女这样的作品前会做出的表现。我见过一帮工人在展览上闲逛，他们对裸体艺术的兴趣非常令人尴尬。”到20世纪初期，在英国，维多利亚时代的艺术、文学风格戏剧性地过时了，到了1915年，“维多利亚”一词已成为贬义词。弗雷德里克·门托内的《艺术作品中的人类形态》（1944）在20世纪是为数不多赞赏穆西多拉的学术作品之一。

### 版本
埃蒂1843年版的穆西多拉由其本人以70 坚尼（按今天的价格计算约为6900英镑 ）直接卖给了伦敦商人乔治·克诺特，两年后克诺特以225 坚尼的价格（今22000英镑 ）出售。此后，该画辗转于许多私人收藏家之手，直到在1948年前，它一直被私人收藏。 1843年在皇家艺术研究院展览后，1849年在皇家文艺学会的埃蒂回顾展和1889年皇家艺术研究院古典大师展上都出现了该作品。
目前，1846年英国学会展出的是哪一版本的穆西多拉仍然未知。英国泰特美术馆展出的版本是雅各布·贝尔从埃蒂处以未知金额购买的。1849年，皇家文艺学会埃蒂回顾展展出了该作品，称其在此前从未被展出过。它于1859年由雅各布·贝尔遗赠给国家美术馆，后于1900年被转移到泰特美术馆在2001-02年，该画作为展品出现在泰特美术馆的“曝光：维多利亚时期的裸体”展览中，并于2011-12年在约克美术馆的埃蒂主要作品回顾展展出。 
其中一个几乎完全相同的版本，推测其可能是最初于1846年展出的版本，在1917年被遗赠给曼彻斯特美术馆，截至2015年它仍被保存于此。另一个也几乎与泰特和曼彻斯特的藏品完全相同的版本现由私人收藏。它的质量较差，推测可能是19世纪某学生的临摹版本。

## 脚注
1. ↑  埃蒂的男性裸体画作主要以神话人物、经典战斗为背景。在英国，这些体裁被视为可接受的裸体绘画背景。[16]
2. ↑  由Thomas Agnew & Sons于1947年十一月从匿名卖家处以60基尼购买的1843年版本，后一年以未知金额卖给邓恩夫人。自1958年以来，埃蒂的作品没有详细目录，目前该版本的下落也无记载。[42]